# شورية صدئة
شورية صدئة (الاسم العلمي:Shorea ferruginea) هي نوع غير مؤكد من النباتات تتبع جنس الشورية من فصيلة مجنحية الثمر.